# Aplonis cantoroides
El estornino cantor (Aplonis cantoroides) es una especie de ave paseriforme de la familia Sturnidae que habita en Melanesia.

## Descripción
Mide alrededor de 20 cm de largo. Los estorninos cantores adultos tienen plumajes negros brillantes y el iris de color rojo intenso. Los pájaros no maduros son más pálidos, con el vientre rayado e iris marrón. Se distinguen de los estorninos lustrosos por sus colas más cortas y cuadradas , y plumas más gruesas.

## Distribución y hábitat
Los estorninos cantores se encuentran en la mitad occidental de Melanesia, extendiéndose por Nueva Guinea y algunas islas adyacentes, el archipiélago Bismarck, islas del Almirantazgo y las islas Salomón. Se han registrado esporádicamente en Boigu e islas Saibai, dentro del estado de Queensland al noroeste del territorio australiano en el estrecho de Torres. Habitan en los bordes del bosque, jardines y áreas cultivadas con árboles, zonas urbanas y cocoteros.

## Comportamiento
Se alimentan principalmente de higos y otros frutos; a veces complementan su dieta con insectos.
Anidan en árboles huecos, acantilados y edificios, a menudo en colonias, por la que es común que hayan de 2 a 3 huevos de color azul pálido.
Sus llamados son unos repetidos silbidos agudos.

## Conservación
Como es una especie con una gran variedad y no hay evidencias de disminución de la población, se la considera bajo preocupación menor.